# Ломас де Чапултепек
Ломас де Чапултепек (на испански: Lomas de Chapultepec) е квартал на град Мексико, столицата на Мексико. Населението му е около 10 000 души (2000).
Разположен на 8 километра западно от центъра на града, кварталът възниква през 20-те години в резултат на планирано разширение на града и е проектиран от Хосе Луис Куевас в духа на движението „Град градина“. От самото начало той се формира като скъпо жилищно предградие, а значително по-късно по периферията му се появяват и търговски и офисни комплекси.